# Ludwig Hoffmann (Schauspieler, 1845)
Ludwig Hoffmann (* um 1845; † nach 1902) war ein Theaterschauspieler.

## Leben
Dieser verdienstvolle Schauspieler wirkte von 1856 bis 1891, in welchem Jahre er sich in den Ruhestand begab, in Warmbrunn, Sondershausen, Chemnitz, Krefeld, Breslau und vor allen Dingen am Hoftheater Braunschweig, wo er auch sein fünfundzwanzigjähriges Dienstjubiläum feierte und in Würdigung seiner Verdienste zum Ehrenmitglied ernannt wurde. Hoffmann zeichnet sich namentlich im Väterfach und in komischen Charakterrollen aus, und wären aus seinem großen Repertoire zu nennen: „Musikus Müller“, „Vater Barbeaud“, „Klosterbruder“ etc. Er hatte seinen bleibenden Wohnsitz in Wiesbaden genommen.